# Kalmukker
Kalmukkerne er et mongolsk folk bosat i europæisk Rusland. De stammer fra mongolske nomader, som udvandrede til nedre Volgas område i 1600-tallet. I dag bor cirka 177 000 kalmukker i Republikken Kalmykija i den sydvestlige del af Rusland. Omtrent en femtedel bor i byer og større samfund. En del er landbrugere, men mange lever fortsat som nomader og bor i telte (jurte).
Traditionelt levede kalmukkerne i storfamilier. Gifte sønner boede hjemme hos deres forældre, mens gifte døtre flyttede til deres ægtefællers hjem.
De fleste kalmukker praktiserer lamaisme, men en lille del har konverteret til islam. Der findes tillige en del ortodokse kristne.

## Historie
Kalmukkerne stammer fra oiroterne, et vestmongolskt folk. Oprindeligt levede de i Sibirien, men efter konflikter med sibiriske tatarer flyttede kalmukkerne vest på til Volga-dalen. 1664 - 1771 levede kalmukkerne i det kalmukiske khanat. De lød under den russiske zar, men havde et vist selvstyre.
1771 gav sig cirka 125 000 kalmukker af sted til Dzungaria (et område omfattende dele af nutidens Xinjiang i Kina, samt Mongoliet), muligvis på grund af undertrykkelse fra Ruslands side. De fleste døde på vejen. Khanatet blev opløst og inkorporeret i den russiske provins Astrakhan. Ruslands regering lod omflytte en del kalmukker til floderne Ural, Terek og Kuma, andre til Sibirien.
I forbindelse med den russiske revolution 1917 stillede en del kalmukker sig på Den Hvide Hærs side og flyttede vest på efter bolsjevikkernes sejr. I dag bor kalmukker blandt andet i USA, Schweiz og Tyskland. Kalmukkernes autonome oblast oprettedes i 1920,og blev omdannet til Autonome socialistiske sovjetrepublik Kalmykija på 1930-talet.
Under Josef Stalins tid ved magten blev kalmukkerne, som mange andre sovjetiske minoritetsfolk, deporteret til Sibirien, Altaj, Centralasien og Kazakstan. Mere end en tredjedel af alle kalmukker døde, lige som mange af deres kulturelle udtryk forsvandt. 1957-58 genetableredes autonomien i Kalmykija og nogle af kalmukkerne kunne flytte tilbage.

## Kalmukkerne i dag
Siden 1996 hedder kalmukkernes territorium Republikken Kalmykija (på kalmukisk Chalmg Tangghtj). I hovedstaden Elista findes et institut for buddhisme og det kalmukiske sprog.